# جيني أوغوستا براونسكومب

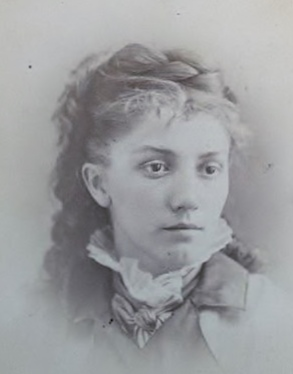
جيني أوغوستا براونسكومب

كانت جينا أوغوستا براونسكومب (10 ديسمبر 1850- 5 أغسطس 1936) رسامة أمريكية ومصممة ونقاشة وفنانة تجارية ورسامة توضيحية. درست براونسكومب الفن لسنوات في الولايات المتحدة وفي باريس. كانت عضوًا مؤسسًا وطالبة ومدرّسة في رابطة طلاب الفن في نيويورك. رسمت لوحات شعبية، بما فيها التاريخ الأمريكي الثوري والاستعماري، وأبرزها عيد الشكر الأول الذي استضافته قاعة بيلغريم في بليموث بماساتشوستس. باعت حقوق النسخ خاصة أكثر من 100 لوحة، وظهرت صور من أعمالها في المطبوعات والتقويمات وبطاقات التحية. أعمالها موجودة في العديد من المجموعات العامة والمتاحف. في 1899، وصفتها صحيفة نيويورك ورلد بأنها «إحدى أهم فناني أميركا».

## حياتها الشخصية
وُلدت براونسكومب في 10 ديسمبر 1850، في بيت ريفي ذي طابق ونصف قرب إرفينغ كليف في هونسديل ببنسلفانيا، وكانت الابنة الوحيدة لمزارع من ديفونشاير بإنجلترا اسمه ويليام براونسكومب، والأمريكية إلفيرا كينيدي براونسكومب. يُعتقد أن أباها قد هاجر إلى الولايات المتحدة نحو عام 1840 وبنى المنزل الذي وُلدت ونشأت فيه. كانت أمها، إلفيرا كينيدي براونسكومب، سليلة إحدى ركاب سفينة مايفلاور وآيزاك ستيرنز الذي وصل إلى المستعمرات في 1630. في خلال حياتها، كانت جيني براونسكومب عضوًا نشطًا في بنات الثورة الأمريكية، وسلائل مايفلاور وجمعية الحفاظ على المناطق الطبيعية والتاريخية. 
رعت أمها، وهي كاتبة وفنانة موهوبة، اهتمامها بالشعر والفن. فازت بجوائز في معرض مقاطعة وين عن أعمالها عندما كانت طالبة في الثانوية.
بعد وفاة أبيها في 1868، كسبت براونسكومب لقمة عيشها بالتدريس في ثانوية في هونسديل وإنشاء رسومات توضيحية لكتب ومجلات، والتي كانت مستلهمة من الجداول والحقول حول منزلها وقرب إرفينغ كليف. وُصفت بأنها «هيفاء لها وجه نحيل تميزه عينان كبيرتان بنيتان وذقن فيها نقرة، ومتحفظة السلوك، وكانت تعيش ببساطة مع شريك أو خادم واحد».
درست براونسكومب الفن في نيويورك ثم في باريس في 1882. عادت إلى الولايات المتحدة ومنعتها إصابة عينية من الرسم حتى 1884 وقتما عملت في استديو في مدينة نيويورك. كانت تزور أمها في هونسديل مرارًا حتى وفاتها في 1891.
بين 1885 و1896، أمضت براونسكومب فصول الشتاء في روما بإيطاليا، حيث التقت الفنان جورج هنري هول الذي كان رفيقها ومرشدها. تشاركا في فصول الصيف استوديوًا في بيلنفيل بجبال كاتسكيل في نيويورك من نحو عام 1908 حتى وفاة هول في 1913. «أثر هول شديد التأثير على إدراك براونسكومب للأسلوب واللون والحرفية». عندما توفي هول، ترك منزله وأملاكه في كاتسكيل لبراونسكومب، بما في ذلك لوحة «داناي والحمام الذهبي» بريشة جون سيمبرت. مكانها مجهول منذ عام 1969. بعد وفاة هول، قضت براونسكومب فصول الشتاء في بايسايد ونيويورك والصيف في كاتسكيل.
تبرعت بمجموعة كبيرة من الأعمال لمتحف بروكلين للفنون. بحلول 1912، كانت قد تبرعت بلوحة ذاتية رسمها جورج هنري هول، ولوحة مائية رسمها هول لزخرفة جدارية بومبيّة، وتطريزات من القرن الثامن عشر، وكتاب صور أدبية لسانفورد روبنسون غيفورد. بحلول 1917، كانت قد تبرعت بأقمشة أخرى، ودبوس زينة مخرّم، وبساط حائط فلمنكي من القرن السابع عشر يصور زواج الإسكندر الأكبر وروكسانا. تبرعت أيضًا بكتاب صور أدبية لجورج هنري هول، وقماشة من القرن الخامس عشر، وزوج من الأقراط الإترورية.

## تعليمها
في 1871، ذهبت إلى مدينة نيويورك ودرست تحت إشراف فيكتور نيهليغ، وتخرجت في مدرسة معهد كوبر للتصميم للنساء في 1872. درست في الأكاديمية الوطنية للتصميم لسنتين تحت إشراف ليمويل ويلمارث حتى صارت عضوًا مؤسسًا وطالبة في رابطة طلاب الفن في نيويورك. أنجزت رسومات توضيحية وكتبت قطعًا قصيرة عن الفن في الصحف ودرّست فصول فن في رابطة طلاب الفن لتسدد الرسم الدراسي ومصاريف أخرى، ودرست هناك حتى عام 1878، وقتما تابعت دراساتها في الأكاديمية الوطنية للتصميم حتى 1881. في الأكاديمية، فازت براونسكومب بتقدير فخري، والجائزة الأولى لوسام إليوت في المدرسة العتيقة والجائزة الأولى لوسام سويدام في مدرسة دراسات الحياة. بعد إتمام دراساتها في الأكاديمية، سافرت إلى أوروبا ودرست في باريس تحت إشراف هنري موسلر، وهو رسام شعبي، في استوديوهيه في بريتاني وباريس.

## حياتها المهنية

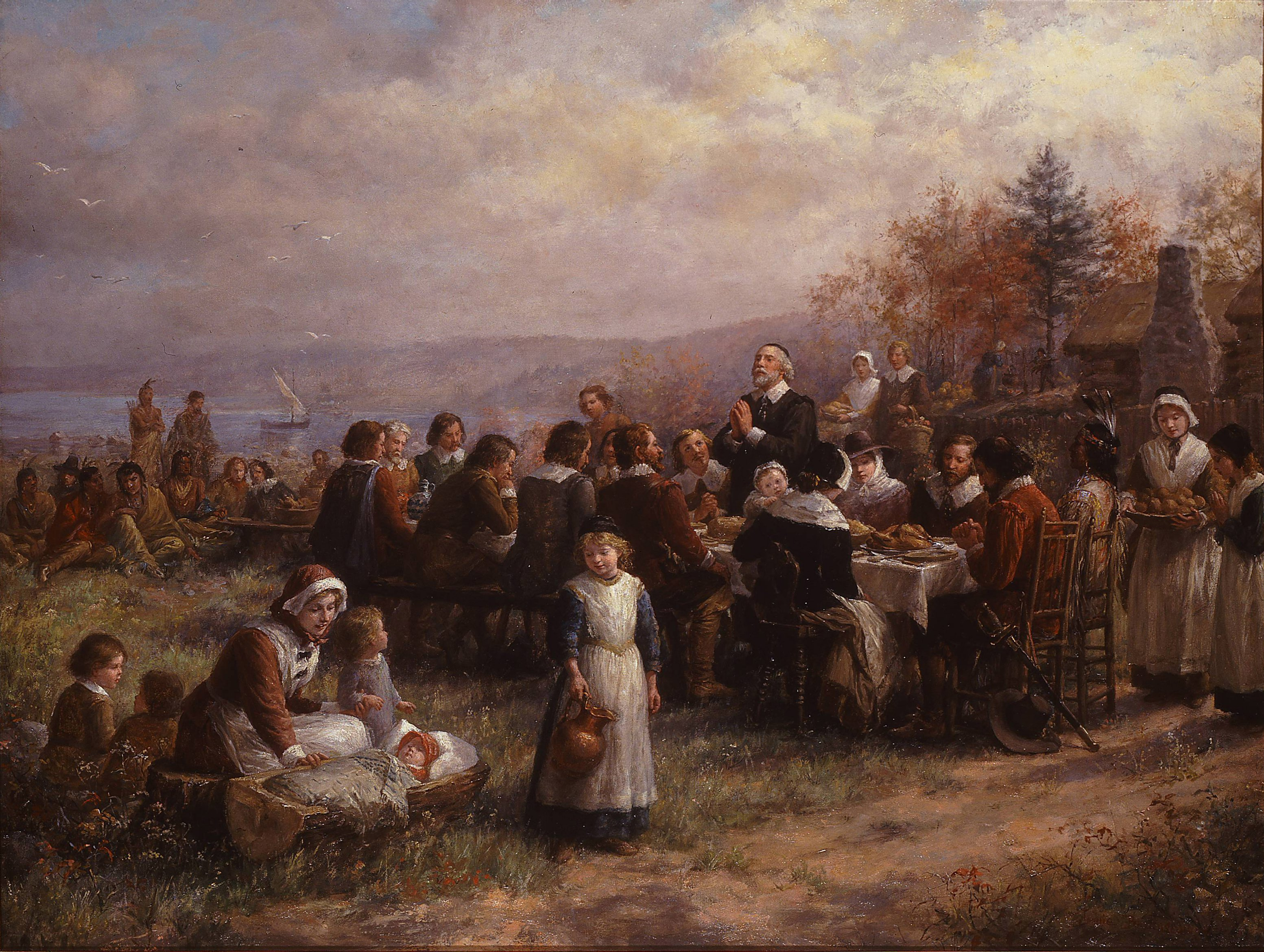
إعادة إنشاء عام 1925 للوحة براونسكومب السابقة عام 1914 لعيد الشكر الأول في بليموث

### نظرة عامة
عملت براونسكومب رسامة ألوان مائية وزيتية، ورسامة توضيحية، ونقاشة، ومصممة، وفنانة إعلان. رسمت صورًا شخصية ولوحات شعبية. قالت المؤرخة الفنية إليانور توفتس إن براونسكومب تمتعت «بولع للرسم القصصي المطلي بالواقعية». عُرضت لوحاتها، التي صورت كلًا من المشاهد العاطفية والتاريخية، في نيويورك وفيلادلفيا وشيكاغو ولندن. باعت حقوق النسخ لأكثر من مئة من أعمالها، والتي أُنتج منها بطاقات تحية ورزنامات ومطبوعات في نهاية القرن التاسع عشر. يعد بعض من لوحاتها الشهيرة «الرؤية المؤمثلة للحياة والعائلة الريفية التقليدية» في الحلم الشاب للحب (1887) وعيد الشكر الأول في بليموث (1914)، وفي مجموعة متحف قاعة بيلغريم في بليموث بماساتشوستس. في 1899، وصفتها صحيفة نيويورك ورلد بأنها «إحدى أفضل فناني أميركا».
كانت عضوًا في جمعية الرسامات النساء في نيويورك، ورابطة الفنانين المحترفين الأمريكية، ونادي الفنون الوطني، وجمعية الفنون البلدية.

### اللوحات الشعبية
أول لوحة باعتها كانت كنوز الجدة، والتي رسمتها في 1876. عند عرضها في عرض الأكاديمية الوطنية للتصميم في 1876، وُصفت بأنها «تصميم داخلي ضخم ومرسوم بذكاء... مع الشخصيات». اللوحة التي رسمتها في 1879، الباحث الجديد، مصنفة في كتاب فهرست نسخ اللوحات الأمريكية: دليل إلى الصور الواقعة في أكثر من ثمانمئة كتاب. رغم أنها كانت ترسم اللوحات الشعبية في الأصل، رسمت أيضًا صورًا شخصية وجربت الانطباعية، كما في لوحة عام 1885، بساتين التفاح في مايو، حيث نقطت طلاء أخضر وأبيض «لتعطي انطباع الإزهار البهيج الهش لأشجار التفاح في فصل الربيع».

### رسامة «المرأة الجديدة» التوضيحية
مع صيرورة الفرص التعليمية أكثر توفرًا في القرن التاسع عشر، صارت الفنانات النساء جزءًا من المشاريع المهنية، بما في ذلك إنشاء جمعياتهن الفنية الخاصة. كانت الأعمال الفنية التي تنجزها النساء تُعتبر دونية، وللمساعدة في التغلب على تلك الصورة النمطية أخذت النساء «تزددن تعبيرًا وثقة بالنفس» في الترويج لأعمال النساء، وبالتالي صرن جزءًا من الصورة الصاعدة عن «المرأة الجديدة» المتعلمة والمعاصرة والأكثر تحررًا. «لعب الفنانون أدوارًا جوهرية في تمثيل المرأة الجديدة، من خلال رسم صور الأيقونة وتمثيل النمط الصاعد عبر حيواتهم الخاصة». في نهاية القرن التاسع عشر وبداية القرن العشرين، كان نحو 88% من المشتركين في 11.000 مجلة ومنشور دوري من النساء. مع دخول النساء المجتمع الفني، وظف الناشرون نساء لإنشاء رسومات توضيحية تصور العالم من منظور المرأة. أعربت أعمال براونسكومب عن وجهة نظر عاطفية، كما في الحلم الشاب للحب، ويتضح المنظور النسوي في عيد الشكر الأول في بليموث، والتي تصور امرأة في مقدمة الصورة مع طفليها. من الرسامية التوضيحيين الناجحين كانت جيسي ويلكوكس سميث، وروز أونيل، وإليزابيث شيبين غرين، وفايوليت أوكلي.